# Longpont-sur-Orge
Longpont-sur-Orge és un municipi francès, situat al departament de l'Essonne i a la regió de Illa de França. L'any 2007 tenia 6.609 habitants.
Forma part del cantó de Brétigny-sur-Orge i del districte de Palaiseau. I des del 2016 de la Comunitat d'aglomeració Cœur d'Essonne.

## Demografia

### Població
El 2007 la població de fet de Longpont-sur-Orge era de 6.609 persones. Hi havia 2.271 famílies, de les quals 454 eren unipersonals (207 homes vivint sols i 247 dones vivint soles), 608 parelles sense fills, 1.044 parelles amb fills i 165 famílies monoparentals amb fills.
La població ha evolucionat segons el següent gràfic:
Habitants censats

### Habitatges
El 2007 hi havia 2.451 habitatges, 2.330 eren l'habitatge principal de la família, 30 eren segones residències i 91 estaven desocupats. 1.926 eren cases i 436 eren apartaments. Dels 2.330 habitatges principals, 1.940 estaven ocupats pels seus propietaris, 337 estaven llogats i ocupats pels llogaters i 52 estaven cedits a títol gratuït; 154 tenien una cambra, 215 en tenien dues, 307 en tenien tres, 457 en tenien quatre i 1.197 en tenien cinc o més. 1.981 habitatges disposaven pel capbaix d'una plaça de pàrquing. A 958 habitatges hi havia un automòbil i a 1.266 n'hi havia dos o més.

### Piràmide de població
La piràmide de població per edats i sexe el 2009 era:
| Homes | Edats   | Dones |
| ----- | ------- | ----- |
| 8     | 95 o +  | 12    |
| 8     | 90 a 94 | 32    |
| 44    | 85 a 89 | 80    |
| 24    | 80 a 84 | 24    |
| 24    | 75 a 79 | 72    |
| 40    | 70 a 74 | 52    |
| 92    | 65 a 69 | 52    |
| 136   | 60 a 64 | 128   |
| 188   | 55 a 59 | 180   |
| 236   | 50 a 54 | 220   |
| 208   | 45 a 49 | 220   |
| 236   | 40 a 44 | 252   |
| 244   | 35 a 39 | 256   |
| 260   | 30 a 34 | 268   |
| 184   | 25 a 29 | 192   |
| 184   | 20 a 24 | 176   |
| 204   | 15 a 19 | 216   |
| 212   | 10 a 14 | 224   |
| 200   | 5 a 9   | 184   |
| 188   | 0 a 4   | 160   |

## Economia
El 2007 la població en edat de treballar era de 4.462 persones, 3.352 eren actives i 1.110 eren inactives. De les 3.352 persones actives 3.139 estaven ocupades (1.650 homes i 1.489 dones) i 213 estaven aturades (117 homes i 96 dones). De les 1.110 persones inactives 298 estaven jubilades, 450 estaven estudiant i 362 estaven classificades com a «altres inactius».

### Ingressos
El 2009 a Longpont-sur-Orge hi havia 2.293 unitats fiscals que integraven 6.314,5 persones, la mediana anual d'ingressos fiscals per persona era de 26.536 €.

### Activitats econòmiques
Dels 270 establiments que hi havia el 2007, 2 eren d'empreses extractives, 3 d'empreses alimentàries, 5 d'empreses de fabricació d'altres productes industrials, 47 d'empreses de construcció, 67 d'empreses de comerç i reparació d'automòbils, 16 d'empreses de transport, 10 d'empreses d'hostatgeria i restauració, 12 d'empreses d'informació i comunicació, 10 d'empreses financeres, 11 d'empreses immobiliàries, 47 d'empreses de serveis, 23 d'entitats de l'administració pública i 17 d'empreses classificades com a «altres activitats de serveis».
Dels 66 establiments de servei als particulars que hi havia el 2009, 3 eren tallers de reparació d'automòbils i de material agrícola, 1 establiment de lloguer de cotxes, 8 paletes, 11 guixaires pintors, 7 fusteries, 7 lampisteries, 4 electricistes, 4 empreses de construcció, 7 perruqueries, 7 restaurants, 4 agències immobiliàries i 3 salons de bellesa.
Dels 15 establiments comercials que hi havia el 2009, 1 era, 2 grans superfícies de material de bricolatge, 4 fleques, 1 una peixateria, 2 botigues de roba, 1 una sabateria, 1 una botiga d'electrodomèstics, 1 una botiga de mobles, 1 una perfumeria i 1 una joieria.
L'any 2000 a Longpont-sur-Orge hi havia 9 explotacions agrícoles.

## Equipaments sanitaris i escolars
El 2009 hi havia 1 psiquiàtric i 2 farmàcies.
El 2009 hi havia 2 escoles maternals i 2 escoles elementals.

## Poblacions més properes
El següent diagrama mostra les poblacions més properes.